# 科林·J·史密斯
科林·J·史密斯（英語：Colin J. Smith，20世纪—），澳大利亚男子赛艇运动员。他曾代表澳大利亚参加世界赛艇锦标赛，获得一枚金牌、一枚银牌和二枚铜牌，均来自轻量级项目。